# Alta societat (pel·lícula de 1956)
 Alta societat  (original: High Society) és una pel·lícula musical estatunidenca dirigida per Charles Walters, estrenada el 1956 i doblada al català

## Argument
Tracy Lord (Grace Kelly) es casarà aviat amb George Kittredge (John Lund), un home de negocis. Però el seu primer marit C. K. Dexter Haven (Bing Crosby) acaba tornant a casa seva, que és veïna amb la de Tracy. Uns músics s'acaben d'instal·lar a casa seva. Un d'ells és Louis Armstrong (interpretat per ell mateix). L'oncle Willie prevé la seva família que el director d'un diari vol fer un article sobre el matrimoni de Tracy i per obligar-los a acceptar amenaça amb publicar un article sobre el pare de Tracy, Seth Lord i la ballarina de la qual està enamorat. Tracy ha d'acceptar i dos periodistes, Elizabeth Imbrie (Celeste Holm) i Macaulay Connor (Frank Sinatra) arriben a la seva casa el dia abans del seu matrimoni. L'oncle Willie organitza una festa en una de les seves cases per celebrar el matrimoni de la seva neboda. Tracy està molt alegre durant aquesta festa, contra l'avorriment del seu promès George. La jove deixa la festa acompanyada del periodista.

## Repartiment
- Bing Crosby: C.K. Dexter-Haven
- Grace Kelly: Tracy Samantha Lord
- Frank Sinatra: Mike Connor
- Celeste Holm: Liz Imbrie
- John Lund: George Kittredge
- Louis Calhern: Oncle Willie
- Sidney Blackmer: Seth Lord
- Margalo Gillmore: Sra. Seth Lord
- Louis Armstrong: Ell mateix
- Richard Garrick: L'amo de l'hotel dels Lord

## Al voltant de la pel·lícula
- Alta Societat és el remake musical de The Philadelphia Story amb Katharine Hepburn, Cary Grant, James Stewart, dirigida per George Cukor el 1940.
- A més a més, aquesta pel·lícula és l'última de Grace Kelly abans que es converteixi en la Princesa Grace de Mònaco.
- En una escena, Grace Kelly, condueix molt ràpidament sobre una carretera rocosa a la vora de mar. Al seu passatger (Frank Sinatra) que li pregunta "on anem", li respon: "al cementiri". Aquesta escena pren una ressonància particular tenint en compte les circumstàncies de la defunció de l'actriu.

## Premis i Nominacions

### Nominacions[2]
- Oscar a la millor cançó original 1957 per Cole Porter, per la cançó "True Love".
- Oscar a la millor banda sonora per Johnny Green i Saul Chaplin